# Oromzatos kontytető

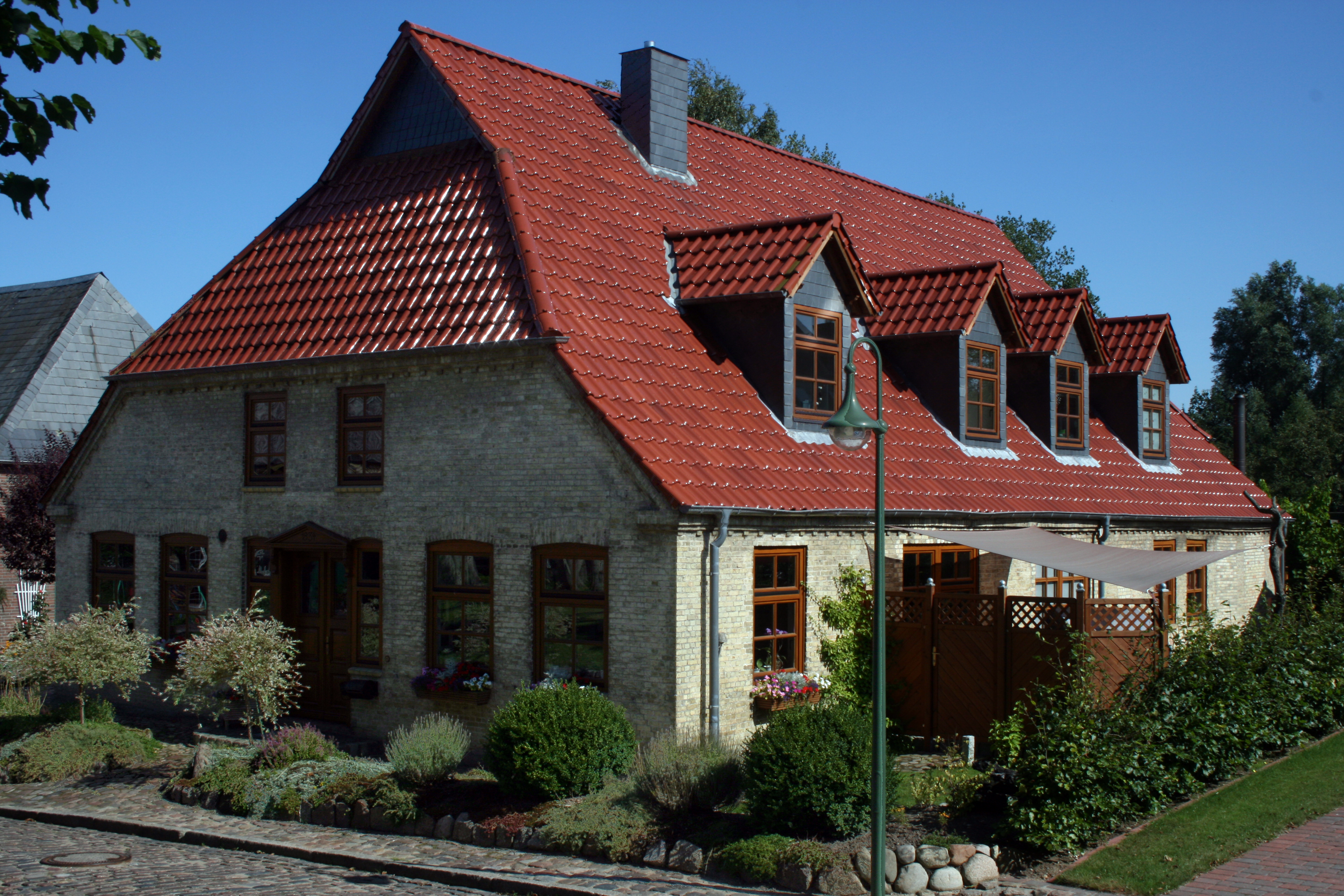
Oromzatos kontytető Tellingstedtben

Az  oromzatos kontytető a kontytetőnek az az altípusa, amelyben a gerincvonal két végén egy-egy kis oromfalat alakítottak ki. A két tetősík rendszerint túllóg ezen a (többnyire kis) oromfalon.
Fordított alkalmazása a csonka kontytető (kontyolt tető). A letörés ennek oromvégeinél kezdődik, de nem ér le a talpszelemenig.